# Banco de Cabo Verde
El Banco de Cabo Verde es el banco central de Cabo Verde. Se encuentra en la capital del país, a la villa de Praia en la isla de Santiago.

## Historia
El gobierno estableció el Banco de Cabo Verde en 1975 como banco que combina funciones de banco central y banca comercial. El gobierno creó el banco mediante la nacionalización de las operaciones del banco colonial y ultramarino portugués, el Banco Nacional Ultramarino, que había establecido su primera sucursal en Cabo Verde en 1865. En 1993, el gobierno desactivó las funciones de banca comercial al recientemente establecido Banco Comercial do Atlantico, que posteriormente privatizaría después de 1998.